# Vicente del Bosque
Vicente del Bosque González, Marqués de Del Bosque [biˈθente ðel ˈβoske] (* 23. Dezember 1950 in Salamanca) ist ein ehemaliger spanischer Fußballspieler und -trainer. Mit Real Madrid gewann er als Spieler und Trainer insgesamt sieben spanische Meisterschaften. Zudem führte er den Verein 2000 und 2002 zu zwei Champions-League-Titeln. 2010 wurde er als Trainer der spanischen Fußballnationalmannschaft Weltmeister und 2012 Europameister.

## Spielerkarriere
Vicente del Bosque ist der Sohn eines Eisenbahnarbeiters und stammt aus Salamanca. Sein Vater hatte als Mitglied der Kommunistischen Partei während des spanischen Bürgerkrieges gegen General Franco gekämpft und drei Jahre im Gefängnis gesessen.
1967 wechselte del Bosque als 16-Jähriger in die Jugendabteilung von Real Madrid. Nach Einsätzen in der Reservemannschaft sowie Leihen zu CD Castellón und dem FC Córdoba etablierte sich del Bosque ab der Saison 1973/74 als Stammspieler der Königlichen. Der große, schmale Mittelfeldspieler mit dem markanten Schnurrbart war ein unermüdlicher Arbeiter, der den großen Stars wie Günter Netzer, Pirri oder Santillana den Rücken frei hielt. Dabei agierte El Palillo – der Zahnstocher – wie del Bosque aufgrund seiner Statur genannt wurde, als solider, zumeist unauffälliger Organisator. Mit Real Madrid gewann er fünf spanische Meisterschaften (1974/75, 1975/76, 1977/78, 1978/79, 1979/80) und viermal den Pokal (1974, 1975, 1980, 1982). Die Mannschaft stand am 27. Mai 1981 mit del Bosque im Finale des Europapokals der Landesmeister, welches sie  jedoch mit 0:1 gegen den FC Liverpool verloren. Ab 1982 kämpfte del Bosque mit Verletzungen, weshalb er nur noch sporadisch zum Einsatz kam und seine Karriere 1984 beendete. Insgesamt hat er 339 Pflichtspiele für Real Madrid absolviert und dabei 25 Tore erzielt. 
Zwischen 1975 und 1980 bestritt del Bosque 18 Länderspiele (1 Tor) für die spanische Nationalmannschaft. Nachdem er die WM 1978 verletzungsbedingt verpasst hatte, stand er zwei Jahre später im Aufgebot für die Europameisterschaft 1980. Beim EM-Turnier in Italien kam del Bosque zu einem Einsatz gegen Belgien (1:2). Die Spanier enttäuschten und schieden sieglos nach der Gruppenphase aus.

## Trainer- und Funktionärskarriere

### Castilla CF
Nach dem Ende seiner aktiven Laufbahn blieb del Bosque bei Real Madrid und war zunächst drei Jahre lang (1984–1987) Co-Trainer der Reservemannschaft Castilla CF. 1987 rückte er zum Cheftrainer auf und gleich in seiner Debütsaison (1987/88) führte del Bosque die Mannschaft auf Rang drei. Allerdings waren Reservemannschaften nicht aufstiegsberechtigt und Castilla verblieb in der Segunda División. Es folgte eine sportliche Krise, weshalb Castilla 1990   in die drittklassige Segunda División B absteigen musste. Del Bosque wurde neuer Nachwuchskoordinator des Klubs und bekleidete den Posten bis 1999. 

### Real Madrid
Nach der Entlassung von Benito Floro war del Bosque vom 8. März bis zum 30. Juni 1994 Interimstrainer der Profimannschaft, die er für insgesamt 12 Ligaspiele betreute. Real Madrid beendete die Saison 1993/94 auf dem vierten Platz. Im Januar 1996 sprang er nochmals für eine Partie als Interimslösung ein (5:0-Sieg über Athletic Bilbao am 23. Spieltag), bevor Arsenio Iglesias die Saison zu Ende brachte. Doch als der Lückenbüßer im Jahr 2000 Real zum achten Titel in der Champions League bzw. im Landesmeisterpokal führte, erhielt er von Florentino Pérez, dem damaligen Präsidenten, einen mehrjährigen Vertrag als Trainer der Profimannschaft. Zugleich besagte eine Klausel in seinem Vertrag, dass er bei Erfolglosigkeit direkt in den Jugendbereich zurückkehren und seinen alten Posten wiederbekommen könne. In der Saison 2000/01 konnte del Bosque mit Real Madrid die Meisterschaft gewinnen. Durch seine ruhige und ausgeglichene Art gelang es ihm, eine Mannschaft zu führen, die mit Stars bestückt war (z. B. Luís Figo, Roberto Carlos, Raúl, später auch Zinédine Zidane, Ronaldo), ohne dass es zu Konflikten oder Streitereien gekommen wäre.
In der Saison 2001/02 gewann der stets ruhig und bescheiden auftretende Trainer mit Real Madrid ein weiteres Mal die Champions League. Als sein Vertrag am Ende der Saison 2002/03 von der damaligen Klubführung nicht mehr verlängert wurde, hatte er die Madrilenen in etwas mehr als drei Jahren zu zwei spanischen Meisterschaften und zwei Triumphen in der Champions League geführt. Seine Nachfolger konnten nicht an diese Erfolge anknüpfen; die Kontinuität auf der Trainerbank ging verloren. Erst in der Saison 2006/07 konnte der Meistertitel erneut nach Madrid geholt sowie 2013/14 die Champions League ein weiteres Mal gewonnen werden. Die Entlassung von del Bosque wurde u. a. durch die Klubführung damit begründet, dass ein neues Profil für den Real-Trainer gesucht werde.
In den vergangenen Jahren fiel del Bosque u. a. dadurch auf, dass er den ehemaligen Vorstand von Real Madrid unter der Führung des damaligen Präsidenten Pérez mehrfach in den Medien kritisierte.
Insgesamt gewann er mit Real Madrid als Spieler und Trainer sieben Meistertitel, fünf spanische Pokale, zwei Champions-League-Titel sowie jeweils einmal den spanischen und europäischen Supercup sowie den Weltpokal.

### Beşiktaş Istanbul
Ab Juni 2004 war del Bosque Trainer beim türkischen Erstligisten Beşiktaş Istanbul, wurde dort aber am 27. Januar 2005 wegen Erfolglosigkeit entlassen.

### FC Cádiz
Im Juni 2007 ging er zum spanischen Zweitligisten FC Cádiz, wo er als Sportdirektor agierte. Es handelte sich hierbei um ein Projekt von Präsident Arturo Baldasano, dem neuen Eigentümer des Vereins. Baldasano hatte zuvor im Jahr 2006 zur Präsidentschaftswahl von Real Madrid kandidiert und angekündigt, im Falle eines Sieges del Bosque erneut als Trainer von Real Madrid unter Vertrag zu nehmen.

### Spanische Nationalmannschaft

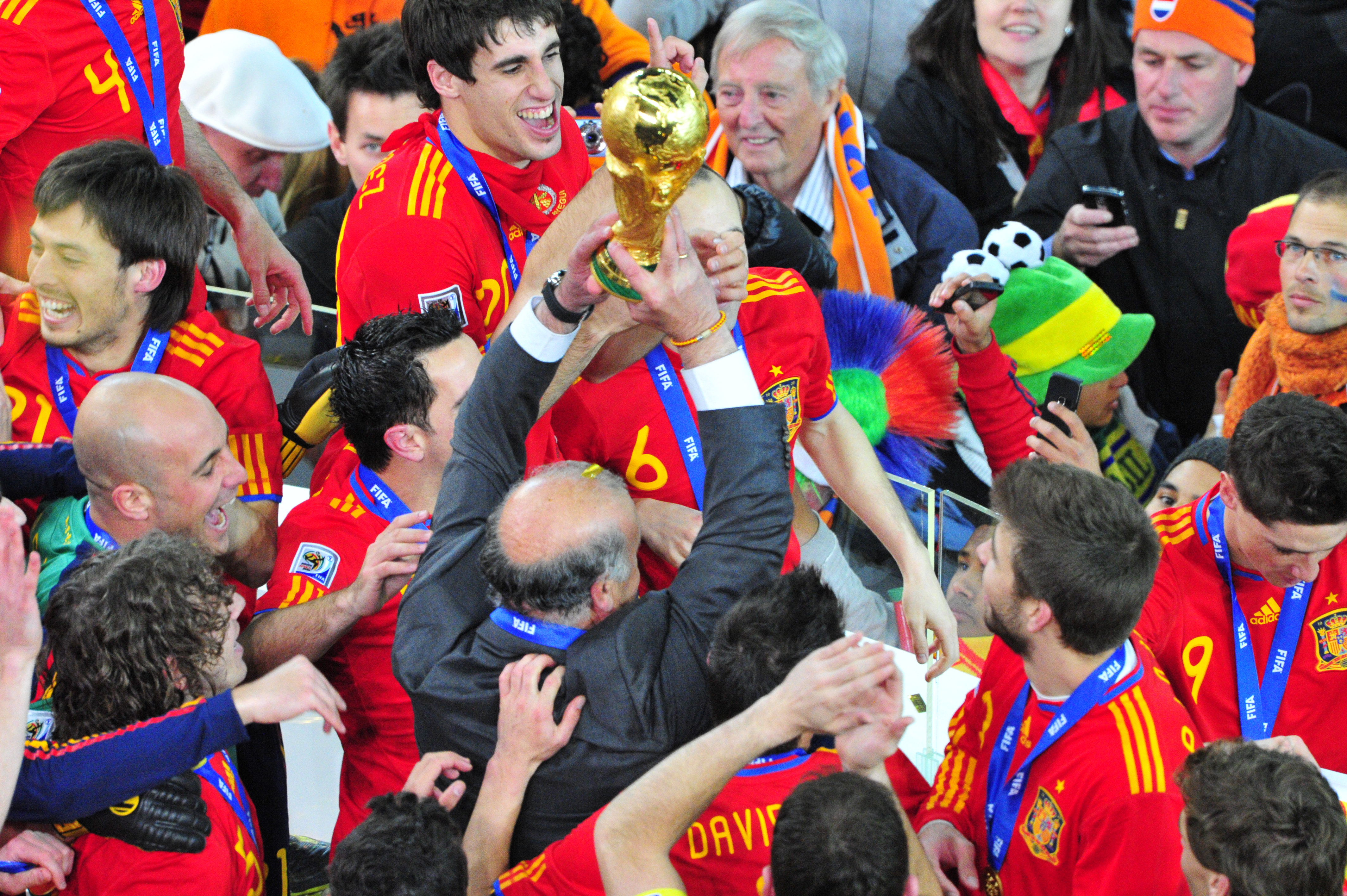
Del Bosque im Kreise seines Teams als Weltmeister nach dem gewonnenen Finale 2010

Im Juli 2008 unterzeichnete del Bosque einen Zwei-Jahres-Vertrag beim spanischen Fußballverband und wurde somit Nachfolger des zurückgetretenen Luis Aragonés. Sein erstes Länderspiel mit dem frisch gekürten Europameister bestritt er am 20. August 2008 gegen Dänemark. Im Dezember 2009 wurde sein Vertrag um weitere zwei Jahre verlängert, nachdem er mit Spanien alle zehn Spiele in der Qualifikation zur WM 2010 hatte gewinnen können. Am 11. Juli 2010 gewann er durch einen 1:0-Sieg n. V. über die Niederlande mit Spanien die WM 2010. Zwei Jahre später führte del Bosque die spanische Nationalmannschaft bei der EM in Polen und der Ukraine 2012 zur erfolgreichen Titelverteidigung, der bisher einzigen überhaupt eines Europameisters. Im Finale am 1. Juli 2012 gewann seine Mannschaft mit 4:0 gegen Italien und stellte damit einen neuen Rekord auf: In der Geschichte der Europameisterschaft hatte nie ein Team im Finale deutlicher gewinnen können. Zudem wurde die spanische Nationalmannschaft damit die erste Mannschaft überhaupt, die drei große Titel in Serie holen konnte.
Del Bosque ist nach Marcello Lippi der zweite Trainer, dem es gelang, den höchsten europäischen Wettbewerb im Vereinsfußball, die Champions League, zu gewinnen und außerdem Weltmeister zu werden. Er ist mit seinen damals 59 Jahren außerdem der älteste Trainer eines Weltmeisterteams und übertrifft damit Helmut Schön, der 1974 beim zweiten WM-Titel Deutschlands 58 Jahre und 296 Tage alt gewesen war.
Am 22. März 2013 betreute er beim 1:1 im WM-Qualifikationsspiel gegen Finnland die spanische Mannschaft zum 69. Mal und wurde damit spanischer Rekordnationaltrainer. Er löste László Kubala als Rekordhalter ab, der zwischen Oktober 1969 und Juni 1980 68 Spiele lang Nationaltrainer gewesen war.
Am 15. November 2013 bestätigte er, dass er seinen Vertrag bis 2016 verlängert hat. Im Oktober 2014 gab er an, nach der EM 2016 als Nationaltrainer zurücktreten zu wollen.
Am 14. Juni 2015 betreute er beim EM-Qualifikationsspiel gegen Belarus die spanische Mannschaft zum 100. Mal bei einem Länderspiel. Am 30. Juni 2016 legte er sein Trainer-Amt als spanischer Nationalcoach nieder und gab den Rückzug aus dem Fußball bekannt.

## Titel und Auszeichnungen

### Als Spieler
- Spanischer Meister (5): 1974/75, 1975/76, 1977/78, 1978/79, 1979/80
- Spanischer Pokalsieger (4): 1973/74, 1974/75, 1979/80, 1981/82

### Als Trainer

#### Real Madrid
- Spanischer Meister (2): 2000/01, 2002/03
- Champions-League-Sieger (2): 1999/2000, 2001/02
- Spanischer Supercupsieger: 2001
- UEFA-Supercupsieger: 2002
- Weltpokal: 2002

#### Spanien
- Weltmeister: 2010
- Europameister: 2012

#### Persönlich
- FIFA-Welttrainer des Jahres 2012
- UEFA-Trainer des Jahres: 2002
- IFFHS Welt-Klubtrainer: 2002[13]
- IFFHS Welt-Nationaltrainer (4): 2009, 2010, 2012, 2013
- World Soccer Trainer des Jahres: 2012
- Walther-Bensemann-Preis: 2017

## Sonstiges
Del Bosque ist verheiratet und hat drei Kinder.
Am 3. Februar 2011 wurde ihm aufgrund seines Engagements für den Sport in Spanien und die Förderung seiner Werte von König Juan Carlos I. der Adelstitel Marqués de Del Bosque verliehen.
Im Jahr 2017 wurde Del Bosque im Rahmen des Deutschen Fußball-Kulturpreises mit dem Walther-Bensemann-Preis für sein Lebenswerk ausgezeichnet.